# 瑞金市工业园
瑞金市工业园，是中华人民共和国江西省赣州市瑞金市下辖的一个类似乡级单位。

## 行政区划
下辖以下地区：
瑞金市工业园虚拟社区。